# Mubi, Nigeria
Mubi este un oraș din statul Adamawa, Nigeria, locuit de triburile Gude Nzanyi și Fali.